# Delia lamelliseta
Delia lamelliseta är en tvåvingeart som först beskrevs av Stein 1900.  Delia lamelliseta ingår i släktet Delia och familjen blomsterflugor. Arten är reproducerande i Sverige. Inga underarter finns listade i Catalogue of Life.